# گوستاف دوچ

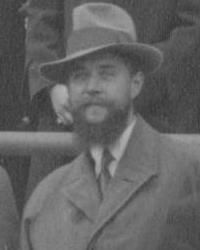
گوستاو دوچ در سال ۱۹۳۰

گوستاف هاینریش آدولف دوچ (به آلمانی: Gustav Heinrich Adolf Doetsch) (۲۹ نوامبر ۱۸۹۲ کلن -۹ ژوئن ۱۹۷۷ فرایبورگ گونتراشتال) ریاضی‌دان آلمانی بود. شهرت او به دلیل توسعه تبدیل لاپلاس در فیزیک ریاضی و مهندسی برق می‌باشد. او همچنین در زمینه حمل و نقل هوایی تحقیق می‌کرد و از طرفداران حزب نازی بود.